# Custom Robo
Custom Robo, conocido en Japón como Custom Robo Battle Revolution (カスタムロボ　バトルレボリューション Kasutamu Robo Batoru Reboryūshon?), es un videojuego para la Nintendo GameCube. Custom Robo es un juego de acción y ciencia ficción, como también el cuarto título de la saga Custom Robo. Es también el primer título Custom Robo en ser localizado en Norteamérica. En este título, cada jugador es llamado comandante y debe mandar y personalizar a unos robots miniatura para que peleen entre sí dentro de una arena virtual llamada Holosseum. Los Holosseums vienen en distintas variedades de tamaño y diseño, y algunos incluyen peligros medioambientales, como hielo o lava. El Custom Robo promedio mide 30 centímetros. La primera mitad de la historia se lleva a cabo en el modo A New Journey. Una vez que el modo historia se ha terminado, el jugador puede elegir entre recorrer la historia una vez más o entrar a una serie de torneos llamados Grand Battle.

## Historia
La historia comienza con un flashback de la vida pasada del héroe principal. El personaje principal, cuyo nombre por defecto es Hero, es un niño cuyo padre ha desaparecido. Antes de su misteriosa desaparición, el padre de Hero le dio un reloj, diciéndole que debía mantenerlo a salvo. En este punto, el juego vuelve al presente y Hero recibe una carta diciendo que su padre murió recientemente. En honor de los deseos de su padre de que se convirtiera en un Robo Commander, Hero se dispone a convertirse en uno - a pesar de no saber nada acerca de Custom Robos. Eventualmente, Hero se encuentra con un grupo de cazarrecompensas conocidos como los Steel Hearts. Aquí conoce a Ernest, Harry y Marcia. Harry le enseña a Hero a comandar Custom Robos y lo ayuda a recibir su licencia, lo que le permite pelear con Custom Robos de manera legal. Posteriormente en la historia, Hero y compañía descubren a un Custom Robo que se dirige solo, llamado Rahu. Luego, después de pasar una prueba y obtener la licencia clase "S", el pasado de Rahu es revelado y Hero descubre que es un muñeco robot fusionado con un organismo vivo invisible quien accidentalmente se mezcló con el muñeco.
Antes del tiempo en el que nació la ciudad, el mundo fue atacado por un poderoso ser - ahora conocido como Rahu. Eventualmente, Rahu vino al mundo para poseer al muñeco de un niño. Este muñeco era muy similar a un Custom Robo y, de hecho, formó la base del concepto de las batallas Custom Robo - al popularizar las batallas entre Custom Robos, el gobierno le dio a la gente un método para pelear con el poderoso ser. Rahu fue dañado lo suficiente como para que lo hicieran dormir por un largo período de tiempo, pero ahora se ha despertado. Hero y el resto de la fuerza de policía dejan la seguridad del domo de la ciudad para vencer a Rahu una vez más, en conjunto con la organización conocida como el Z-Syndicate, la cual intenta controlar a la entidad para cumplir sus propias metas. Luego de vencer a este sindicato, Hero se encuentra con un viejo amigo de su padre, y el hermano de Marcia de los Steel Hearts - un espía llamado Sergei. Él se unió originalmente al Z-Syndicate para detener a Rahu, pero fue forzado a trabajar con Oboro, quien quería controlar a Rahu para que lo ayudara a cumplir sus objetivos. Eliza e Isabella, otros dos miembros del Z-Syndicate, también querían controlar a Rahu. Sergei le muestra a Hero una vieja grabación del último mensaje que su padre le dejó. En la grabación, el padre de Hero le explica que el desapareció para formar el Z-Syndicate con el fin de informar a la gente acerca del ataque inminente de Rahu. Los otros miembros del sindicato perdieron rápidamente su ideal y lo traicionaron con el fin de controlar el sindicato y a Rahu. Eventualmente, Hero vence a Rahu y asegura la paz en el mundo - por un tiempo.
- Datos: Q5196403